# 象头神站像

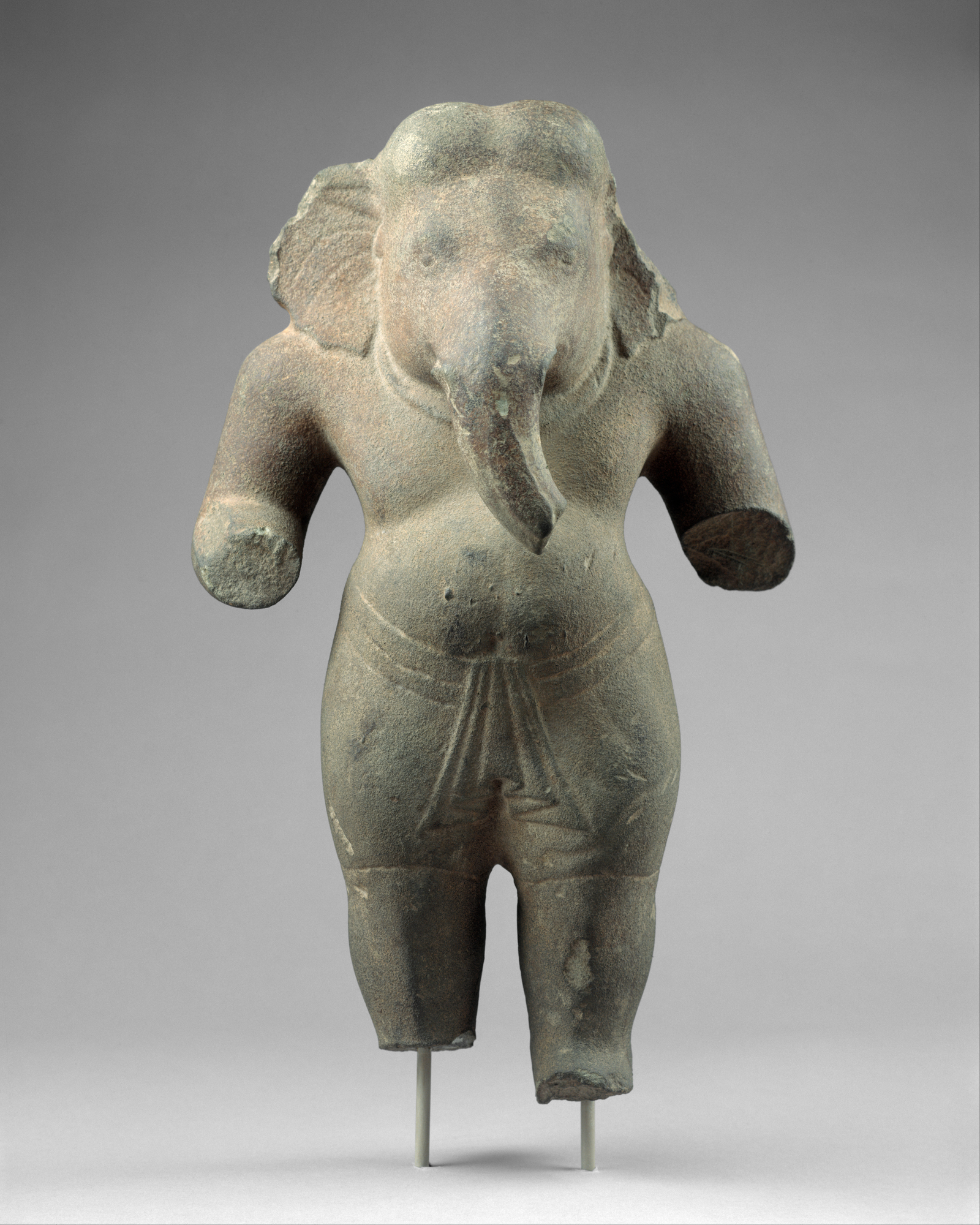
收藏于美国纽约大都会艺术博物馆的象头神站像

象头神站像是一个七世纪下半叶诞生于柬埔寨的雕像。象头神是主神湿婆与雪山神女的儿子，战争之神室建陀的兄弟，被信奉为印度教中的智慧之神。从这个意义上说，对于信徒而言，日常存在是非常重要的，这便是象头神站像的诞生缘由。象头神站像由石头制成，高约43.8厘米，宽约26.9厘米，长约15.2厘米，目前收藏于美国纽约大都会艺术博物馆。

## 简介
象头神是印度教中的智慧之神，主神湿婆与雪山神女的儿子，战争之神室建陀的兄弟。由于象头神负责统领众伽那，因此他又名群主（意即伽那之主）。他的外形为断去一侧象牙的象头人身并长著四只手臂，体色或红或黄，坐骑是他的老友、一只狡狯的老鼠。在各种雕绘中，他一般是盘坐着或是翘起其中一边的膝盖。民间对象头神的崇拜非常广泛，不局限于原始的印度教与更早的婆罗门教；早期在佛陀时代，印度北方已经盛行原始密教，后原始佛教结合密教，出现最早的密宗，其中更演化出各大神祇的不同于当地教派思想、与修行之法，尤其在中原隋唐左右初期，印度高僧纷纷传法向东远播至中原隋唐朝，以及东瀛日本，向北则是由印度高僧有第二佛陀之称的莲华生大士传播至西藏。因此，对于信徒而言，日常存在是非常重要的，这便是象头神站像的诞生缘由。象头神站像制作于七世纪下半叶柬埔寨一带，由石头制成，高约43.8厘米，宽约26.9厘米，长约15.2厘米。1982年，由罗杰斯、路易斯·V·贝尔和弗莱彻基金会捐赠给大都会艺术博物馆。

## 关联条目
- 象头神

## 延伸阅读
- 6世纪至11世纪的东南亚艺术（页面存档备份，存于） - 大都会艺术博物馆 （英文）
- Abramitis, Dorothy H. etc. . Scientific Research in The Metropolitan Museum of Art (纽约: 大都会艺术博物馆). 2009年夏季, 67 (1)  [2017-11-24]. （原始内容存档于2017-12-20） （英语）.